# Альтен, Фердинанд фон
Фердинанд фон Альтен также Тео фон Альтен (настоящая фамилия — Ламезан фон Альтенхоффен) (нем. Ferdinand von Alten; 13 апреля 1885, Санкт-Петербург, Российская империя — 16 марта 1933, Дессау, Германия) — немецкий актёр театра и немого кино.

## Биография
Сын потомственных военных, барон, продолжил карьеру офицера. Тяга к театру, привела его к занятиям актерского мастерства с Альбертом Штайнрюком. Со временем вышел в отставку.
В 1911 году дебютировал на сцене Придворного театра (Hoftheater) в Мюнхене, где выступал до конца Первой мировой войны.
С 1918 года играл на сценах берлинских театров, особенно, Немецкого театра, где он выступал на протяжении 1920-х годов.
Снялся с 1918 по 1933 год в 96 немых кинофильмах. Амплуа — герой-любовник, романтик, офицер.
Фердинанд фон Альтен умер в возрасте менее 48 лет от пневмонии, заболев во время театрального тура. Похоронен в Берлине.

## Избранная фильмография
| - 1920: Anna Boleyn - 1920: Katherina die Große - 1920: Gentlemen-Gauner - 1921: Danton - 1921: Der Mann ohne Namen - 1921: Der Stier von Olivera - 1922: Der Graf von Charolais - 1922: Othello - 1923: Пламя / Die Flamme - 1923: Тени / Schatten - 1923: Der Kaufmann von Venedig - 1923: Der rote Reiter - 1924: Gräfin Donelli - 1924: Tragödie im Hause Habsburg - 1924: Die Radio Heirat - 1924: Ein Traum vom Glück - 1925: Kammermusik - 1925: Wallenstein, 1. Teil — Wallensteins Macht - 1925: Des Lebens Würfelspiel - 1926: Mein Freund der Chauffeur - 1926: Пражский студент / Der Student von Prag - 1926: Die Flammen lügen - 1926: Die Straße des Vergessens - 1926: Die lachende Grille - 1926: Der Sohn des Hannibal - 1927: Die Bräutigame der Babette Bomberling - 1927: Deutsche Frauen — Deutsche Treue - 1927: Der Mann ohne Kopf - 1927: Pique Dame - 1927: Kleinstadtsünder | - 1927: Königin Luise - 1928: Die geheime Macht - 1928: Die Königin seines Herzens - 1928: Luther - 1928: Weib in Flammen - 1928: Moral - 1928: Die Frau auf der Folter - 1928: Шампанское / Champagne - 1929: Die Garde-Diva - 1929: Der Günstling von Schönbrunn - 1929: Rosen blühen auf dem Heidegrab - 1930: Hokuspokus - 1930: Ludwig der Zweite, König von Bayern - 1930: Im Kampf mit der Unterwelt - 1930: Polizeispionin 77 - 1931: 1914, die letzten Tage vor dem Weltbrand - 1931: Der Raub der Mona Lisa - 1931: Aschermittwoch - 1931: Arme, kleine Eva - 1932: Die — oder keine - 1932: Das erste Recht des Kindes - 1932: Es wird schon wieder besser - 1932: Der Geheimagent - 1932: Der Stolz der 3. Kompanie - 1932: Theodor Körner - 1932: Der tolle Bomberg - 1932: Gräfin Mariza - 1932: Drei von der Stempelstelle - 1933: Das Meer ruft |